# Station Algermissen
Station Algermissen (Bahnhof Algermissen) is een spoorwegstation in de Duitse plaats Algermissen, in de deelstaat Nedersaksen. Het station ligt aan de spoorlijn Lehrte - Nordstemmen.

## Indeling
Het station heeft één eilandperron, welke deels is overkapt. Het perron is te bereiken vanaf zowel de straat Marktstraße als via een voetgangerstunnel. Aan de westzijde van de sporen is er een parkeerterrein en een bushalte. Tevens staat hier het voormalige stationsgebouw, welke nu wordt gebruikt als restaurant.

## Verbindingen
Het station is onderdeel van de S-Bahn van Hannover, die wordt geëxploiteerd door DB Regio Nord. De volgende treinserie doet het station Algermissen aan:
| Serie | Treinsoort             | Route                                                | Bijzonderheden |
| ----- | ---------------------- | ---------------------------------------------------- | -------------- |
| S3    | S-Bahn (DB Regio Nord) | Hannover Hbf – Lehrte – Algermissen – Hildesheim Hbf |                |